# Ендіміркаси
Ендімірка́си (рос. Эндимиркасы, чув. Энтимĕркасси) — присілок у складі Чебоксарського району Чувашії, Росія. Входить до складу Чиршкасинського сільського поселення.
Населення — 192 особи (2010; 202 у 2002).
Національний склад:
- чуваші — 100 %